# Franz Kafka-díj
A Franz Kafka-díj egy nemzetközi irodalmi díj Csehországban Franz Kafka, német nyelvű író tiszteletére.  A díjat a  Franz Kafka Társaság és Prága városa támogatja. A díjazottak a prágai Franz Kafka-szobor kicsinyített mását kapják.

## Díjazottak
| Év   | Díjazott         | Ország                    |
| ---- | ---------------- | ------------------------- |
| 2001 | Philip Roth      | Amerikai Egyesült Államok |
| 2002 | Ivan Klíma       | Csehország                |
| 2003 | Nádas Péter      | Magyarország              |
| 2004 | Elfriede Jelinek | Ausztria                  |
| 2005 | Harold Pinter    | Egyesült Királyság        |
| 2006 | Murakami Haruki  | Japán                     |
| 2007 | Yves Bonnefoy    | Franciaország             |
| 2008 | Arnošt Lustig    | Csehország                |
| 2009 | Peter Handke     | Ausztria                  |
| 2010 | Václav Havel     | Csehország                |
| 2011 | John Banville    | Írország                  |
| 2012 | Daniela Hodrová  | Csehország                |
| 2013 | Ámosz Oz         | Izrael                    |
| 2014 | Yan Lianke       | Kína                      |
| 2015 | Eduardo Mendoza  | Spanyolország             |
| 2016 | Claudio Magris   | Olaszország               |
| 2017 | Margaret Atwood  | Kanada                    |
| 2018 | Ivan Wernisch    | Csehország                |
| 2019 | Pierre Michon    | Franciaország             |
| 2020 | Milan Kundera    | Csehország                |